# Грачёва, Татьяна Александровна
Татья́на Алекса́ндровна Грачёва (23 февраля 1973, Свердловск, РСФСР, СССР) — российская волейболистка, член сборной России (1992—1997 и 2000—2002). Серебряный призёр Олимпийских игр 2000 (всего участвовала в двух Олимпиадах), трёхкратная чемпионка Европы, 6-кратная чемпионка России. Связующая. Заслуженный мастер спорта России.

## Биография
Начала заниматься волейболом в Свердловске (ныне Екатеринбург) в 1982 году в СДЮШОР «Уралочка». Первый тренер — Юрий Николаевич Филимонов. Окончила свердловскую школу-интернат спортивного профиля. Выступала за команды:
- 1990—1991 —  «Уралочка»-2 (Свердловск/Екатеринбург);
- 1991—1992 —  «Младост» (Загреб);
- 1992—1995 —  «Уралочка» (Екатеринбург);
- 1995—1996 —  «Младост» (Загреб);
- 1996—1998, 1999—2000 —  «Уралтрансбанк» (Екатеринбург);
- 2000—2001 —  «Уралочка» (Екатеринбург);
- 2001—2002 —  «Эджзаджибаши» (Стамбул);
- 2005—2008 —  «Динамо» (Москва).

6 раз становилась чемпионкой России — четырежды в составе «Уралочки» и ещё дважды, выступая за московское «Динамо». Также в составе «Уралочки» два раза выигрывала Кубок европейских чемпионов.
Окончила Уральский государственный экономический университет и Российскую академию народного хозяйства и государственной службы при Президенте Российской Федерации.
Волейбольный комментатор телеканалов «Матч ТВ» и «Старт».

## Личная жизнь
Замужем за футбольным тренером Игорем Черевченко.

## Сборные СССР, СНГ и России
В 1992 году в 19-летнем возрасте дебютировала в сборной России выступлением в турнире World Super Four (Top Four). В дальнейшем на протяжении 10 лет (до 2002 года с перерывом в 1998—1999) входила в состав национальной команды страны.
В составе женских молодёжных сборных СССР и СНГ становилась чемпионкой мира 1991 и дважды чемпионкой Европы (1990 и 1992).

## Достижения

### В составе сборной
- серебряный призёр Олимпийских игр 2000;
  - участница Олимпийских игр 1996;
- двукратный бронзовый призёр чемпионатов мира — 1994 и 2002;
- победитель Всемирного Кубка чемпионов 1997
  - двукратный призёр Всемирного Кубка чемпионов — 1993 (бронза) и 2001 (серебро);
- двукратный победитель Гран-При — 1997, 2002;
  - серебряный призёр Гран-при 2000;
  - трёхкратный бронзовый призёр Гран-При — 1993, 1996, 2001;
- трёхкратная чемпионка Европы — 1993, 1997, 2001;
  - бронзовый призёр чемпионата Европы 1995.

По итогам чемпионата мира 1994 и Всемирного Кубка чемпионов 2001 признавалась лучшей связующей турниров.

### В составе клубов
- 6-кратная чемпионка России — 1993, 1994, 1995, 2001, 2006, 2007;
  - двукратный серебряный призёр чемпионатов России — 1998, 2000;
  - бронзовый призёр чемпионата России 1997;
- бронзовый призёр чемпионата СССР 1991;
- чемпионка Хорватии 1996;
- чемпионка Турции 2002;
- двукратный победитель Кубка европейских чемпионов — 1994, 1995;
  - 4-кратный серебряный призёр Кубка европейских чемпионов/Лиги чемпионов ЕКВ — 1996, 1997, 2000, 2007;
  - двукратный бронзовый призёр Кубка европейских чемпионов/Лиги чемпионов ЕКВ — 1993, 2001;
- серебряный призёр Кубка топ-команд ЕКВ 2006;
- двукратный серебряный призёр Кубка России — 2005, 2007.

## Награды и звания
- Заслуженный мастер спорта России (2000).
- Орден Дружбы (2001).

## Источник
- Волейбол: Энциклопедия / Сост. В. Л. Свиридов, О. С. Чехов. — Томск: Компания «Янсон», 2001.